# Herleshausen
Herleshausen ist eine Gemeinde im nordhessischen Werra-Meißner-Kreis.

## Geografie

### Geografische Lage
Herleshausen liegt im Nordosten Hessens, unmittelbar nördlich eines Abschnitts der Landesgrenze zu Thüringen und im äußersten Süden des Geo-Naturparks Frau-Holle-Land zwischen dem Ringgau im Nordwesten und dem Thüringer Wald mit dem Naturpark Thüringer Wald im Südosten. Nach Süden wird das Gemeindegebiet durch den Flusslauf der Werra begrenzt.
Herleshausen grenzt an das Gebiet der thüringischen Stadt Eisenach, deren Kernstadt etwa zehn Kilometer ostsüdöstlich liegt. Bis zur Kreisstadt Eschwege sind es in Richtung Nord-Nordwesten rund 22 km und bis nach Kassel, Göttingen und Erfurt (nächste Großstädte) jeweils zirka 60 km (Luftlinie).

### Nachbargemeinden
Herleshausen grenzt im Norden an die Gemeinde Ringgau (Werra-Meißner-Kreis) und die Stadt Treffurt (Wartburgkreis in Thüringen, Ortsteil Ifta), im Osten an den Stadtteil Creuzburg der Stadt Amt Creuzburg und den Ortsteil Pferdsdorf der Gemeinde Krauthausen, im Südosten an die Stadtteile Wartha und Göringen der Stadt Eisenach (alle im Wartburgkreis), im Süden an die Gemeinde Gerstungen (Wartburgkreis, Ortsteile Lauchröden und Sallmannshausen) sowie im Westen an die Stadt Sontra (Werra-Meißner-Kreis).

### Gliederung
Die Gemeinde besteht aus den elf Ortsteilen Altefeld, Archfeld, Breitzbach, Frauenborn, Herleshausen, Holzhausen, Markershausen, Nesselröden, Unhausen, Willershausen und Wommen. In der Gemarkung von Herleshausen liegt etwa einen Kilometer nordöstlich der Ortslage auf dem Hochplateau des Kielforsts der Siegelshof.

## Geschichte

### Überblick

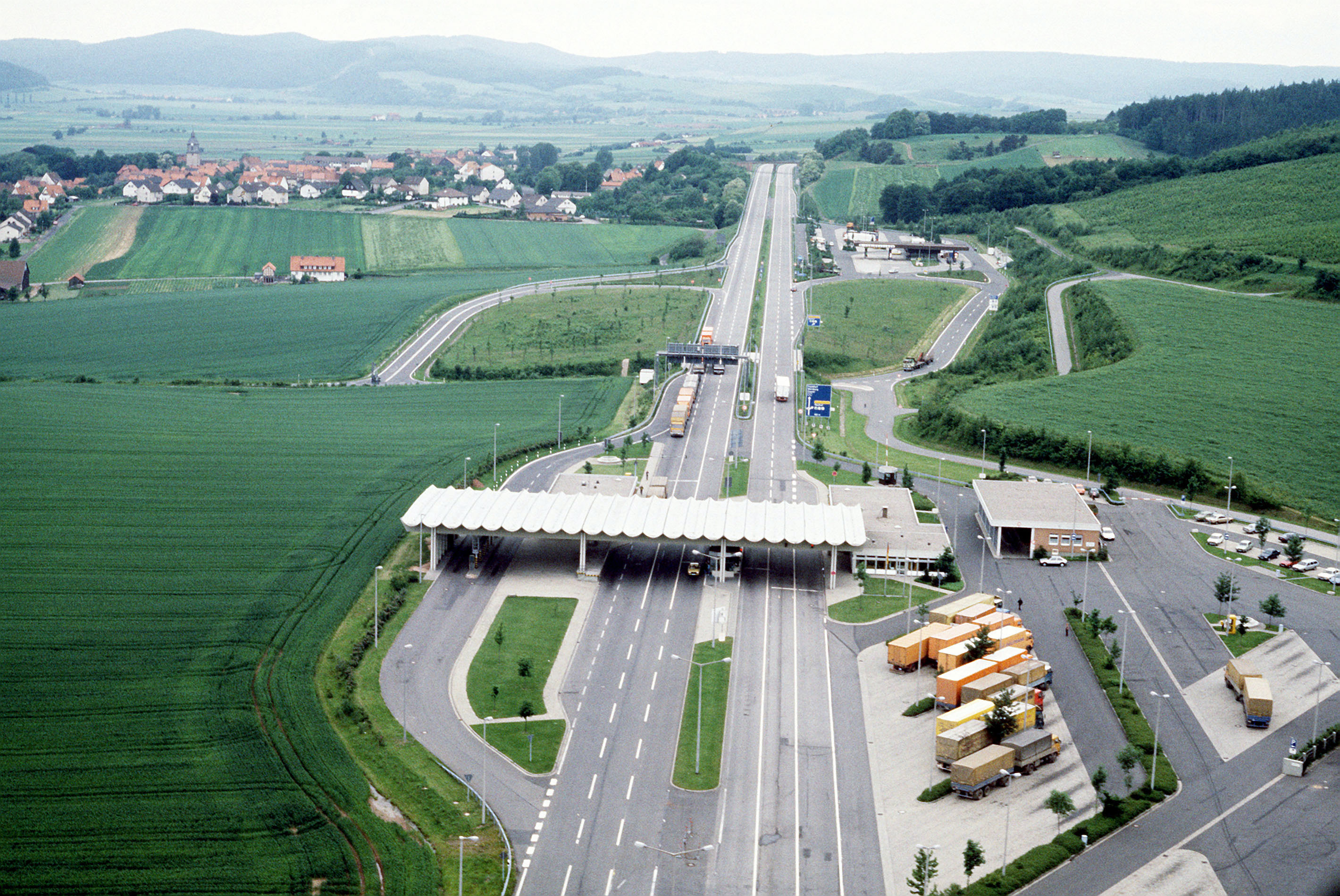
Autobahngrenzübergangsstelle Herleshausen (1980er Jahre)

Herleshausen wurde, soweit bekannt, im Jahre 1019 erstmals als Herleicheshuson in einer Schenkungsurkunde erwähnt, spätere Erwähnungen sind Herlecheshusin (1229), Herleshusen (1268) und Herlshusin (1423). In der Schenkungsurkunde wurde der Ort dem Kloster Kaufungen übereignet, unter dessen Verwaltung das Dorf bis zur Säkularisation der hessischen Klöster im Jahre 1527 verblieb. Dann kam es an die Landgrafen von Hessen-Kassel, die es als Lehensgut an die Familie Reckeroth und nach ihnen an die Familie Wersebe gaben.
Rudolf von Reckeroth errichtete ein kleines Schloss; ihm folgte die Familie von Wersebe. Ende des 17. Jahrhunderts übernahm Landgraf Philipp von Hessen-Philippsthal Schloss und Gut und erhielt beides später von seinem Bruder, Landgraf Karl, als Schenkung.
Beim Novemberpogrom vom 9. auf den 10. November 1938 wurde die 1846 erbaute und 1928 grundlegend sanierte Synagoge des Ortes völlig zerstört. Die Ruine wurde 1939 beseitigt. Seit 2008 erinnert eine Gedenktafel an das einstige Gotteshaus.
Am 19. März 1945 wurde bei Herleshausen ein Personenzug auf der Bahnlinie Eisenach–Bebra von alliierten Tieffliegern angegriffen. Dabei gab es mindestens neun, laut Zeitzeugenberichten bis zu 35 Tote und mehrere Verletzte.
Einer breiteren Öffentlichkeit wurde Herleshausen nach dem Zweiten Weltkrieg bekannt, als hier mit dem Grenzübergang Wartha/Herleshausen einer der wenigen mit Auto zu passierenden Übergänge in die DDR eingerichtet wurde. Am 16. Januar 1956 traf nach der Moskaureise Adenauers im Bahnhof Herleshausen der letzte Eisenbahntransport mit 602 Spätheimkehrern aus sowjetischer Kriegsgefangenschaft ein. Zwischen 1962 und 1992 wurde Herleshausen auf der Bahnstrecke Förtha–Gerstungen umfahren.
Die bis dahin selbständige Gemeinde Frauenborn gehört seit dem 1. April 1969 zu Herleshausen. Zum 1. Dezember 1970 erfolgte im Zuge der Gebietsreform in Hessen der freiwillige Zusammenschluss der Gemeinden Altefeld, Archfeld, Breitzbach, Herleshausen (mit Frauenborn), Holzhausen, Markershausen, Nesselröden, Unhausen, Willershausen und Wommen zur Großgemeinde Herleshausen mit damals 3696 Einwohnern. 40 Jahre später ist die Einwohnerzahl auf weniger als 3000 gesunken. Für die eingegliederten Gemeinden und Herleshausen mit Frauenborn wurde je ein Ortsbezirk mit Ortsbeirat und Ortsvorsteher nach der Hessischen Gemeindeordnung gebildet.
Am 4. November 2013 wurden in der Gemeinde neunzehn Stolpersteine zum Gedenken an die in der Zeit des Nationalsozialismus ermordeten jüdischen Bewohner des Ortes verlegt.

### Staats- und Verwaltungsgeschichte im Überblick
Die folgende Liste zeigt die Staaten und Verwaltungseinheiten, denen Herleshausen angehört(e):
- vor 1567: Heiliges Römisches Reich, Landgrafschaft Hessen, Niederhessen, Amt Sontra
- ab 1654: Heiliges Römisches Reich, Landgrafschaft Hessen-Kassel, Niederhessen, Amt Sontra
- ab 1806: Landgrafschaft Hessen-Kassel, Niederhessen, Amt Sontra
- 1807–1813: Königreich Westphalen, Departement der Werra, Distrikt Eschwege, Kanton Netra
- ab 1815: Kurfürstentum Hessen, Niederhessen, Amt Sontra
- ab 1818: Kurfürstentum Hessen, Niederhessen, Amt Netra
- ab 1821: Kurfürstentum Hessen, Provinz Niederhessen, Kreis Eschwege[Anm. 1]
- ab 1848: Kurfürstentum Hessen, Bezirk Eschwege
- ab 1851: Kurfürstentum Hessen, Provinz Niederhessen, Kreis Eschwege
- ab 1867: Königreich Preußen, Provinz Hessen-Nassau, Regierungsbezirk Kassel, Kreis Eschwege
- ab 1871: Deutsches Reich, Königreich Preußen, Provinz Hessen-Nassau, Regierungsbezirk Kassel, Kreis Eschwege
- ab 1918: Deutsches Reich, Freistaat Preußen, Provinz Hessen-Nassau, Regierungsbezirk Kassel, Kreis Eschwege
- ab 1944: Deutsches Reich, Freistaat Preußen, Provinz Kurhessen, Landkreis Eschwege
- ab 1945: Deutsches Reich, Amerikanische Besatzungszone, Groß-Hessen, Regierungsbezirk Kassel, Landkreis Eschwege
- ab 1946: Deutsches Reich, Amerikanische Besatzungszone, Hessen, Regierungsbezirk Kassel, Landkreis Eschwege
- ab 1949: Bundesrepublik Deutschland, Hessen, Regierungsbezirk Kassel, Landkreis Eschwege
- ab 1974: Bundesrepublik Deutschland, Hessen, Regierungsbezirk Kassel, Werra-Meißner-Kreis

## Bevölkerung

### Einwohnerstruktur 2011
Nach den Erhebungen des Zensus 2011 lebten am Stichtag, dem 9. Mai 2011, in Herleshausen 2889 Einwohner. Nach dem Lebensalter waren 144 Einwohner unter 18 Jahren, 1059 zwischen 18 und 49, 621 zwischen 50 und 64 und 756 Einwohner waren älter. Unter den Einwohnern waren 41 (1,2 %) Ausländer, von denen 19 aus dem EU-Ausland, 3 aus anderen europäischen Ländern und 15 aus anderen Staaten kamen. (Bis zum Jahr 2020 erhöhte sich die Ausländerquote auf 3,9 %.) Die Einwohner lebten in 1161 Haushalten. Davon waren 309 Singlehaushalte, 291 Paare ohne Kinder und 426 Paare mit Kindern, sowie 114 Alleinerziehende und 15 Wohngemeinschaften. In 255 Haushalten lebten ausschließlich Senioren und in 705 Haushaltungen leben keine Senioren.

### Einwohnerentwicklung
| Quelle: Historisches Ortslexikon |                   |
| • 1545:                          | 100 Haushaltungen |
| • 1747:                          | 122 Haushaltungen |

| Herleshausen: Einwohnerzahlen von 1834 bis 2020 | Herleshausen: Einwohnerzahlen von 1834 bis 2020 | Herleshausen: Einwohnerzahlen von 1834 bis 2020 | Herleshausen: Einwohnerzahlen von 1834 bis 2020 | Herleshausen: Einwohnerzahlen von 1834 bis 2020 |
| --- | ----------------------------------------------- | ----------------------------------------------- | ----------------------------------------------- | ----------------------------------------------- |
| Jahr |                                                 |                                                 |                                                 | Einwohner                                       |
| 1834 | 1834                                            |                                                 | 978                                             | 978                                             |
| 1840 | 1840                                            |                                                 | 1.030                                           | 1.030                                           |
| 1846 | 1846                                            |                                                 | 1.101                                           | 1.101                                           |
| 1852 | 1852                                            |                                                 | 1.059                                           | 1.059                                           |
| 1858 | 1858                                            |                                                 | 1.064                                           | 1.064                                           |
| 1864 | 1864                                            |                                                 | 1.099                                           | 1.099                                           |
| 1871 | 1871                                            |                                                 | 1.115                                           | 1.115                                           |
| 1875 | 1875                                            |                                                 | 1.127                                           | 1.127                                           |
| 1885 | 1885                                            |                                                 | 1.084                                           | 1.084                                           |
| 1895 | 1895                                            |                                                 | 1.151                                           | 1.151                                           |
| 1905 | 1905                                            |                                                 | 1.130                                           | 1.130                                           |
| 1910 | 1910                                            |                                                 | 1.123                                           | 1.123                                           |
| 1925 | 1925                                            |                                                 | 1.195                                           | 1.195                                           |
| 1939 | 1939                                            |                                                 | 1.530                                           | 1.530                                           |
| 1946 | 1946                                            |                                                 | 2.087                                           | 2.087                                           |
| 1950 | 1950                                            |                                                 | 2.140                                           | 2.140                                           |
| 1956 | 1956                                            |                                                 | 1.716                                           | 1.716                                           |
| 1961 | 1961                                            |                                                 | 1.591                                           | 1.591                                           |
| 1967 | 1967                                            |                                                 | 1.429                                           | 1.429                                           |
| 1970 | 1970                                            |                                                 | 1.463                                           | 1.463                                           |
| 1973 | 1973                                            |                                                 | 3.472                                           | 3.472                                           |
| 1975 | 1975                                            |                                                 | 3.398                                           | 3.398                                           |
| 1980 | 1980                                            |                                                 | 3.147                                           | 3.147                                           |
| 1985 | 1985                                            |                                                 | 3.044                                           | 3.044                                           |
| 1990 | 1990                                            |                                                 | 3.030                                           | 3.030                                           |
| 1995 | 1995                                            |                                                 | 3.116                                           | 3.116                                           |
| 2000 | 2000                                            |                                                 | 3.141                                           | 3.141                                           |
| 2005 | 2005                                            |                                                 | 3.053                                           | 3.053                                           |
| 2010 | 2010                                            |                                                 | 2.932                                           | 2.932                                           |
| 2011 | 2011                                            |                                                 | 2.889                                           | 2.889                                           |
| 2015 | 2015                                            |                                                 | 2.816                                           | 2.816                                           |
| 2020 | 2020                                            |                                                 | 2.766                                           | 2.766                                           |
| Datenquelle: Historisches Gemeindeverzeichnis für Hessen: Die Bevölkerung der Gemeinden 1834 bis 1967. Wiesbaden: Hessisches Statistisches Landesamt, 1968. Weitere Quellen: LAGIS; Hessisches Statistisches Informationssystem; Zensus 2011 Ab 1970 einschließlich der im Zuge der Gebietsreform in Hessen eingegliederten Orte. |                                                 |                                                 |                                                 |                                                 |

### Religionszugehörigkeit
| • 1885: | 891 evangelische (= 86,93 %), 2 katholische (= 0,20 %), 41 andere christliche (= 4,00 %), 91 jüdische (= 8,88 %) Einwohner |
| • 1961: | 1336 evangelische (= 94,0 %), 230 katholische (= 14,5 %) Einwohner                                                         |
| • 1987: | 2517 evangelische (= 86,0 %), 268 katholische (= 9,2 %), 142 sonstige (= 4,8 %) Einwohner                                  |
| • 2011: | 1986 evangelische (= 68,7 %), 209 katholische (= 7,2 %), 694 sonstige (= 24,1 %) Einwohner                                 |

## Politik

### Gemeindevertretung
Die Kommunalwahl am 14. März 2021 lieferte folgendes Ergebnis, in Vergleich gesetzt zu früheren Kommunalwahlen:
| Gemeindevertretung – Kommunalwahlen 2021                                                                    | Gemeindevertretung – Kommunalwahlen 2021                     |
| --- | ------------------------------------------------------------ |
| Stimmenanteil in %Wahlbeteiligung 59,3 % 50403020100 36,3 (+10,3)33,4 (−10,4)30,3 (+0,1) WSRGSPDCDU20162021 | SitzverteilungInsgesamt 15 Sitze - SPD: 5 - WSRG: 5 - CDU: 5 |

| Parteien und Wählergemeinschaften | Parteien und Wählergemeinschaften           | % 2021 | Sitze 2021 | % 2016 | Sitze 2016 | % 2011 | Sitze 2011 | % 2006 | Sitze 2006 | % 2001 | Sitze 2001 |
| WSRG                              | Wählergemeinschaft Südringgau               | 36,3   | 5          | 26,0   | 4          | 24,6   | 4          | 18,5   | 4          | 16,0   | 3          |
| SPD                               | Sozialdemokratische Partei Deutschlands     | 33,4   | 5          | 43,8   | 7          | 40,7   | 6          | 49,1   | 9          | 53,3   | 10         |
| CDU                               | Christlich Demokratische Union Deutschlands | 30,3   | 5          | 30,2   | 4          | 34,7   | 5          | 32,4   | 6          | 30,7   | 6          |
| Gesamt                            | Gesamt                                      | 100,0  | 15         | 100,0  | 15         | 100,0  | 15         | 100,0  | 19         | 100,0  | 19         |
| Wahlbeteiligung in %              | Wahlbeteiligung in %                        | 59,3   | 59,3       | 59,5   | 59,5       | 60,0   | 60,0       | 65,0   | 65,0       | 66,9   | 66,9       |

### Bürgermeister

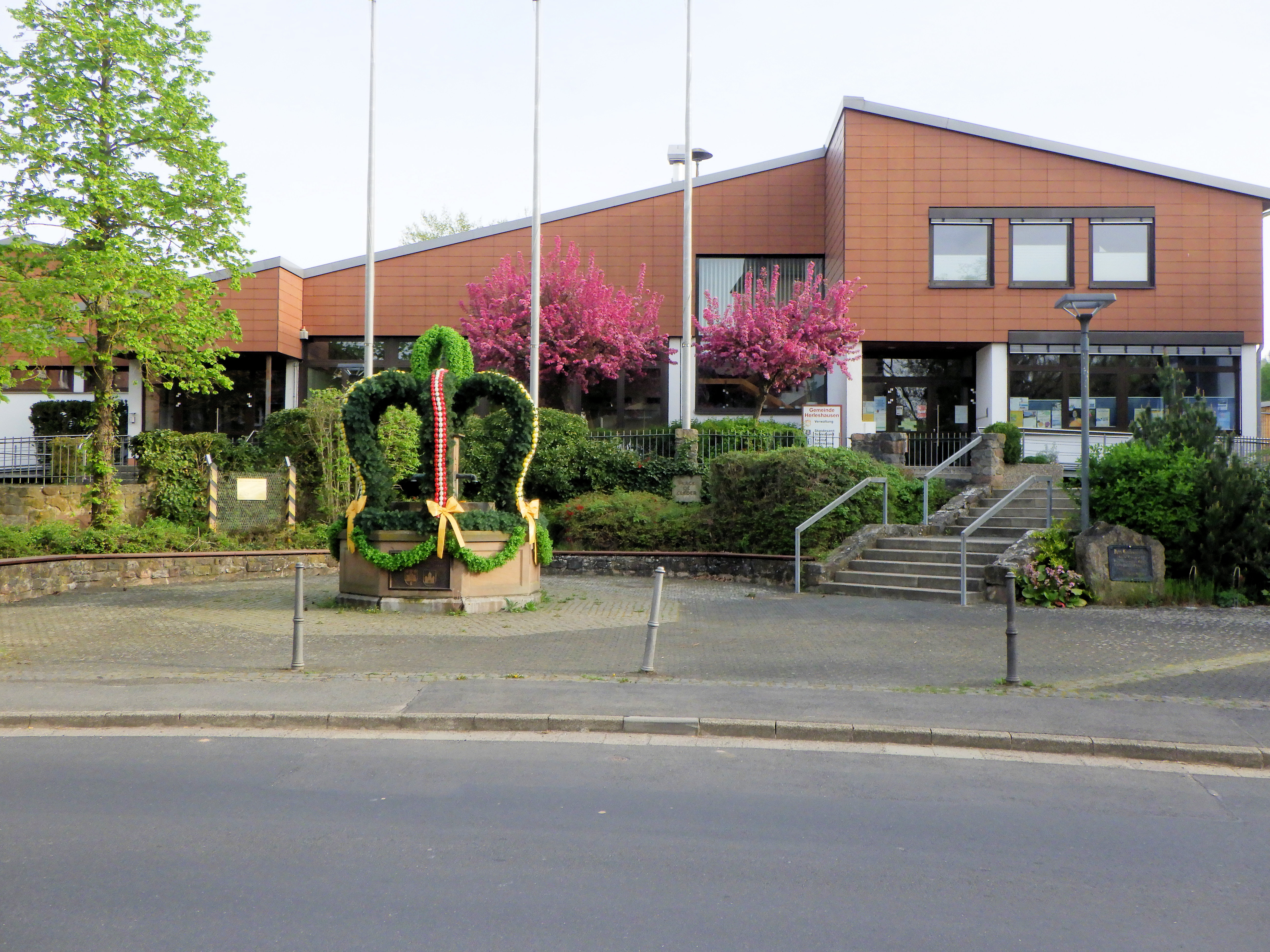
Gemeindeverwaltung Herleshausen

Nach der hessischen Kommunalverfassung wird der Bürgermeister für eine sechsjährige Amtszeit gewählt, seit dem Jahr 1993 in einer Direktwahl, und ist Vorsitzender des Gemeindevorstands, dem in der Gemeinde Herleshausen neben dem Bürgermeister ehrenamtlich ein Erster Beigeordneter und fünf weitere Beigeordnete angehören. Bürgermeisterin ist seit dem 1. November 2024 Carolin Gisselmann (WSRG). Sie setzte sich am 9. Juni 2024 im ersten Wahlgang gegen Amtsinhaber Lars Böckmann, der sich um eine zweite Amtszeit beworben hatte, bei 73,5 Prozent Wahlbeteiligung mit 54,8 Prozent der Stimmen durch.
Amtszeiten der Bürgermeister
- 2024–2030 Carolin Gisselmann (WSRG)[21]
- 2018–2024 Lars Böckmann (CDU/WSRG)[22]
- 2012–2018 Burkhard Scheld[26]
- 1994–2012 Helmut Schmidt (SPD)[27]
- 1983–1994 Uwe Hartmann
- 1963–1983 Ludwig Fehr

### Interkommunale Zusammenarbeit
Zusammen mit den Nachbargemeinden Sontra (Werra-Meißner-Kreis) und Nentershausen (Kreis Hersfeld-Rotenburg) wurde am 14. Oktober 2006 der Zweckverband Interkommunale Zusammenarbeit gegründet. Hieraus entwickelt sich eine enge Kooperation dieser drei Gemeinden mit teilweise bereits übergeordneter Erledigung in Eigenverantwortung von gemeinsamen Aufgaben aus den Bereichen Wirtschaft, Kultur, Bildung, Freizeitgestaltung, Tourismus und Landwirtschaft.

### Gemeindepartnerschaften
Herleshausen unterhält partnerschaftliche Beziehungen zur französischen Gemeinde Cléder in der Bretagne und zum unmittelbar angrenzenden thüringischen Ort Lauchröden, einem Ortsteil von Gerstungen.

### Wappen
Das Wappen zeigt im roten Schild eine silberne, zu beiden Seiten in spitzbedachten silbernen Rundtürmen endende Zinnenmauer mit goldenem geschlossenem Tor, die von einem Turm mit doppelter welscher Haube überragt wird (Burgkirche).
Die Zinnen symbolisieren die ehemalige Wehrmauer um den Herleshäuser Kirchhof, der überragt wird vom Chorturm der um 1300 ursprünglich erbauten Wehrkirche, der heutigen Pfarrkirche. Die Farben Rot und Weiß sind die hessischen Landesfarben. Genehmigt wurde das Wappen 1984 vom Hessischen Innenministerium.

## Kultur und Sehenswürdigkeiten

### Bauwerke

#### Schloss Augustenau
(Lage: 51° 0′ 20″ N, 10° 9′ 53″ O)

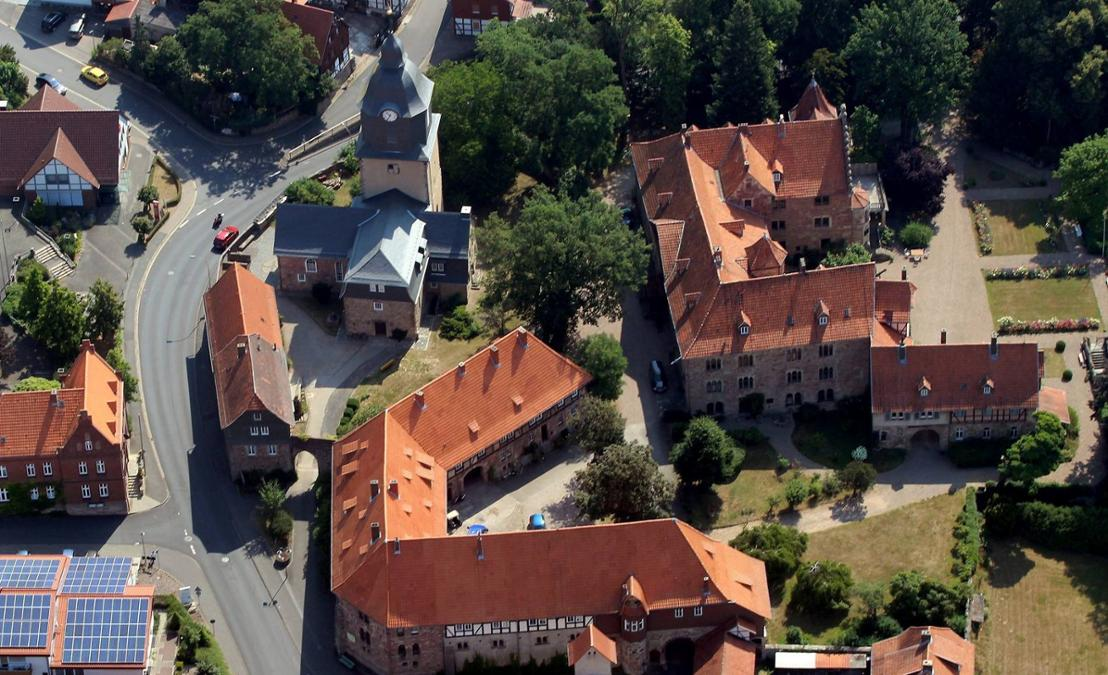
Schloss Augustenau mit Burgkirche

Nach der Einführung der Reformation und der Säkularisation der Klöster in Hessen gab Landgraf Philipp der Großmütige das Gut Herleshausen seinem Truppenführer Georg von Reckrodt zum Lehen, welcher sich dort im Jahr 1539 das Schloss „Steinstock“ baute. Nach Reckrodts Tod 1558 folgten ihm als Lehnsmannen die Herren von Wersabe, welche die Anlage durch den Anbau von zwei Flügeln vergrößerten. Als die Wersabes 1678 im Mannesstamm ausstarben, fielen Schloss und Gut Herleshausen als erledigtes Lehen an Landgraf Karl von Hessen-Kassel zurück, der es seinem Bruder Philipp zunächst als Lehen und später zum Eigentum übertrug. Seitdem waren Schloss und Gut im Besitz der Landgrafen von Hessen-Philippsthal. 1821 erhielt das Schloss den Namen „Augustenau“ nach der früh verstorbenen Gemahlin des Landgrafen Carl, Auguste von Hohenlohe-Ingelfingen. Nach dem Absterben der Hauptlinie Hessen-Philippsthal fiel der Besitz 1925 an den Seitenzweig Hessen-Philippsthal-Barchfeld, dem er bis heute gehört.

#### Kriegsgräberstätte Herleshausen
In der Herleshausener Kriegsgräberstätte liegen 1593 meist sowjetische Kriegsgefangene begraben, die vor allem im ehemaligen Stalag IX B an der Straße nach Frauenborn verstarben.

#### Gut Hohenhaus

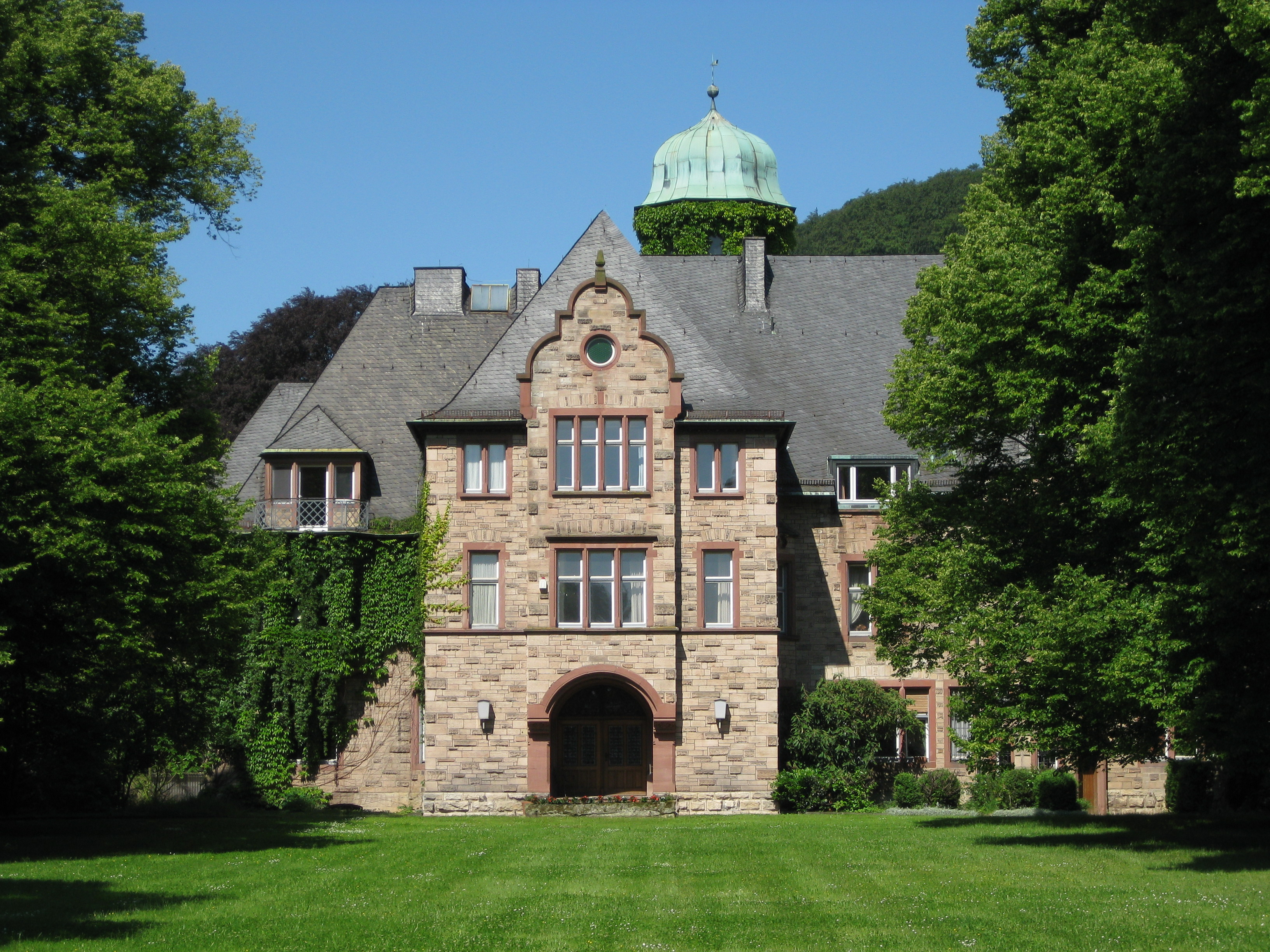
Gut Hohenhaus in Holzhausen

Das Gut Hohenhaus nahe dem Ortsteil Holzhausen gehörte jahrhundertelang der Familie von Buttlar. 1856 erwarb Ferdinand von Schutzbar genannt Milchling den Gutsbetrieb. Er war auch Obervorsteher des Ritterschaftlichen Stiftes Kaufungen. Sein Sohn, der Königliche Kammerherr und Rittmeister Rudolf von Schutzbar, ließ das bis dato schlichte Herrenhaus 1901 von dem Architekten Bodo Ebhardt in ein schlossähnliches Cottage im englischen Landhausstil umbauen. Der Schlosspark wurde um die Jahrhundertwende im viktorianischen Stil vom Berliner Gartenarchitekten Martin Bertrams angelegt. 1934 ging der Besitz an eine Hamburger Verlegerfamilie über. Um 1950 wurde das Schloss instand gesetzt und 1982 durch den Frankfurter Architekten Jochem Jourdan zum Hotel umgebaut.

#### Hauptgestüt Altefeld
1913 ließ der Oberlandstallmeister der preußischen Gestütsverwaltung, Burchard von Oettingen, in Altefeld ein Hauptgestüt errichten. Heute ist das Hauptgestüt Altefeld in Privatbesitz.

### Sport
1975 wurde am Nordrand des Ortes eine Schwimmhalle errichtet. Größter Sportverein im Gemeindegebiet ist der 1869 gegründete TSV Herleshausen, der in den Sparten Fußball, Gymnastik, Judo, Kegeln, Leichtathletik, Schwimmen, Tischtennis, Turnen und Volleyball aktiv ist.

## Verkehr

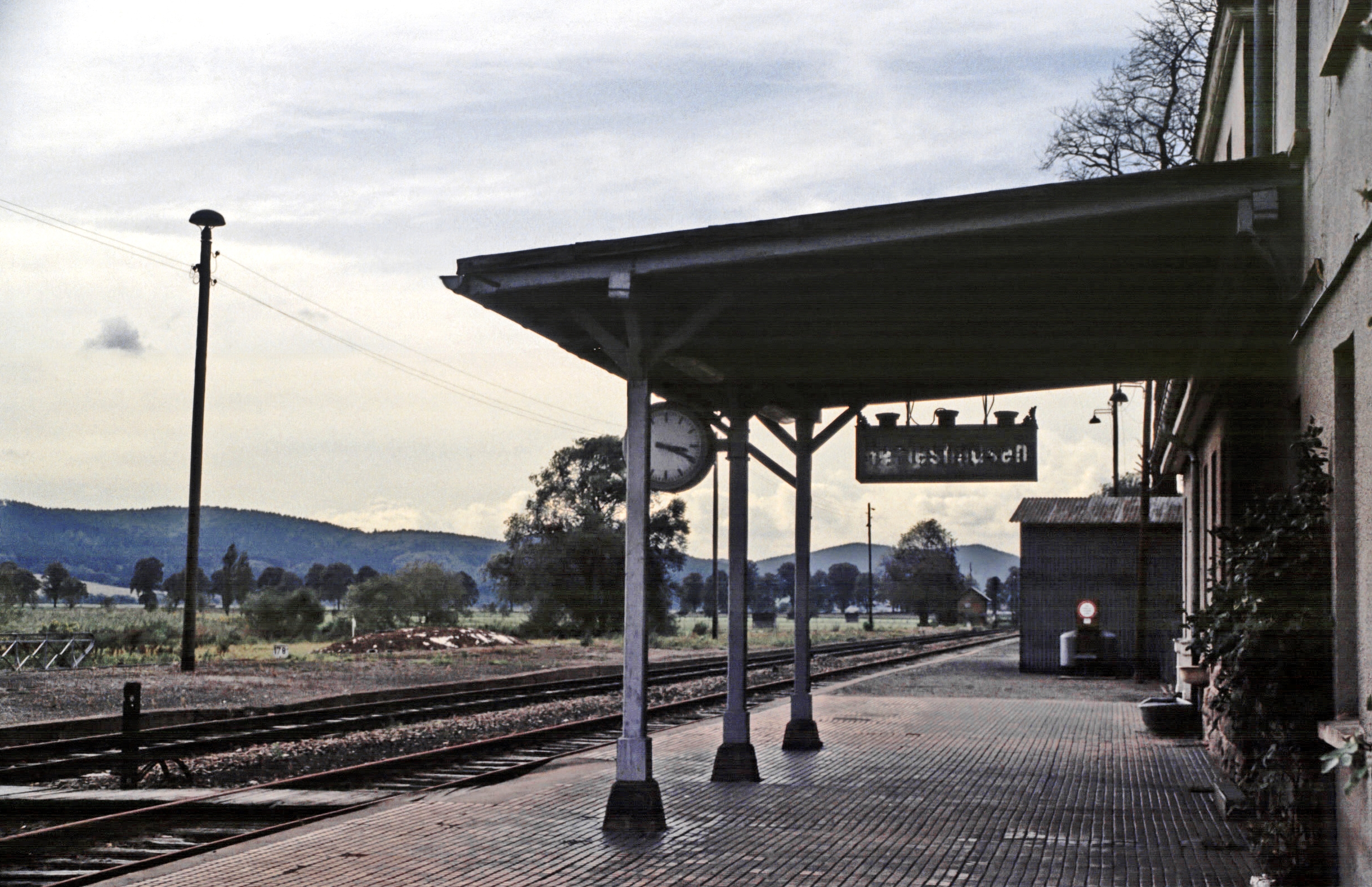
Haltepunkt Herleshausen, 1983

Herleshausen besitzt einen Haltepunkt an der Bahnstrecke Halle–Bebra. Der Bahnhof Eisenach ist der nächstliegende Anschluss an das IC- und ICE-Netz der Deutschen Bahn.
| Linie | Verlauf | Takt                                     |
| ----- | --- | ---------------------------------------- |
| RB6   | Eisenach Hbf – Eisenach West – Eisenach Opelwerk – Hörschel – Herleshausen – Gerstungen – Wildeck-Obersuhl – Wildeck-Bosserode – Wildeck-Hönebach – Ronshausen – Bebra Stand: Fahrplanwechsel Dezember 2024 | 60 min (wochentags) 120 min (Wochenende) |

Durch das Gemeindegebiet führt die BAB 4 mit den Anschlussstellen Herleshausen und Wommen (die nur in eine Richtung von und nach Osten befahren werden kann). An der Anschlussstelle Wommen mündet die Bundesstraße 400. An der BAB 4 wurde in Fahrtrichtung Frankfurt am Main im Jahr 2010 der Parkplatz Burgberg errichtet; in Fahrtrichtung Dresden ist seit 2021 die Serways Raststätte Werratal Süd in Betrieb. Bei Wommen soll zukünftig die BAB 44 von der BAB 4 abzweigen.

## Persönlichkeiten
- Sebastian Weygandt (1760–1836), Maler
- Bertha von Hessen-Philippsthal-Barchfeld (1818–1888), deutsche Adlige aus dem Haus Hessen und durch Heirat Fürstin von Bentheim-Steinfurt
- Wilhelm Busch (1892–1968), Politiker (NSDAP)
- Walter Otto (1907–1998), Richter
- Dirk Wilutzky (* 1965), Filmproduzent und Regisseur, Oscar-Gewinner 2015 in der Kategorie „Bester Dokumentarfilm“